# Hydraena catalonica
Hydraena catalonica är en skalbaggsart som beskrevs av Fresneda, Aguilera och Carles Hernando 1994. Hydraena catalonica ingår i släktet Hydraena och familjen vattenbrynsbaggar. Inga underarter finns listade i Catalogue of Life.